# Tielen (Belgique)
Pour les articles homonymes, voir Tielen.
Tielen est un village et une section de la commune belge néerlandophone de Kasterlee située en Région flamande dans la province d'Anvers. Le village est situé en Campine anversoise, au sud de la ville de Turnhout. C'était une commune à part entière avant la fusion des communes de 1977.

## Géographie

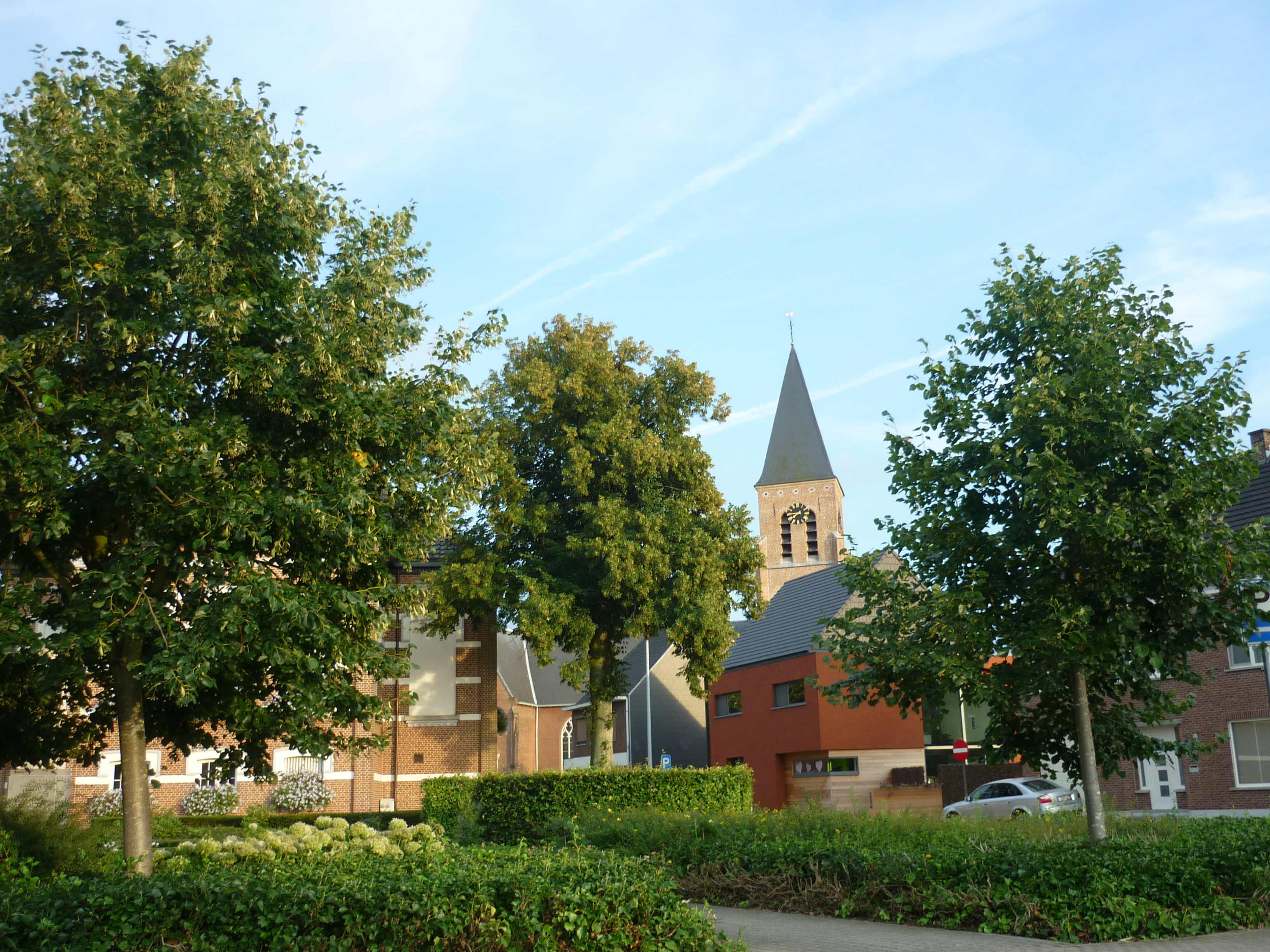
La vue du centre du village

## Démographie

### Évolution démographique
- Sources : INS, Rem. : 1831 jusqu'en 1970 = recensements, 1976 = nombre d'habitants au 31 décembre[2].

## Toponymie
Les graphies anciennes de Tielen sont : « Thyellene », « Tile », « Tyle », « Thiele », « Thielen » et même « Tyelemont ».

## Économie

### Entreprises
La seule entreprise industrielle établie à Tielen est la société anonyme IJsboerke. C'est le deuxième fournisseur de crème glacée de Belgique. Tielen héberge aussi une importante base militaire.